# Ibrahim
Ibrahim (Abraham; arapski إبراهيم, ʾIbrāhīm) prorok je u islamu kojeg je Bog, Alah, posebno odabrao da bude praotac mnogima. Prema vjerovanjima muslimana, Ibrahim je ispunio sve Božje zapovijedi. On je utjelovljenje savršena muslimana te patrijarh Izraelaca i Arapa.
Upravo je Ibrahim, prema islamu, „očistio“ Arabiju i Kanaan od idola. Postao je praotac posljednjeg islamskog proroka, Muhameda.

## Obitelj
Prema nekim muslimanima, Ibrahimov je otac bio Azar (ازر, Āzar). On je vjerojatno ista osoba kao Terah. Drugi muslimani smatraju da je Azar bio stric Ibrahimov. Ibrahim je imao dvije žene, Saru i Hagaru, koja je bila Sarina sluškinja. Ibrahimu je Sara rodila sina Ishaka, a Hagara Ismaila; obojica su bili proroci, kao i Ibrahimov nećak Lut.
Sam je Ibrahim bio potomak Nuha i predak Muhameda preko Abdul-Muttaliba.

## Život

### Djetinjstvo i potraga za Bogom
Ibrahim je rođen u obitelji štovatelja idola u Uru u Mezopotamiji. Njegov je otac sam izrađivao idole bogova. Ibrahim je oduvijek to smatrao čudnim te se rugao ljudima koji su štovali kipove od kamena i drveta.
Jedne je noći Ibrahim otišao u planine, tražeći pravog boga. Vidio je meteor i Mjesec, pomislivši da bi to mogli biti bogovi, ali zaključivši kako ipak nisu. Kad je Sunce izašlo, sinulo mu je da je to bog, ali je zaključio kako ni to nije božanstvo. Tada ga je Alah pozvao i započeo je nov život za Ibrahima.

### Borba protiv mnogoboštva
Ibrahimova je misija bila pozvati ljude na monoteizam, štovanje Alaha. Ibrahim je prvo poruku prenio ocu, kojeg je toliko volio, ali je Azar odbio poruku, zaprijetivši sinu da će ga kamenovati.
Ibrahim je onda propovijedao ostalim ljudima u gradu, ali su i oni odbili poruku. Došao je na ideju da uđe u hram i uništi idole. To je i učinio, a kad su mještani to doznali, htjeli su spaliti Ibrahima. Kralj Nimrod je odobrio spaljivanje te su mnogi došli to gledati, ali kad je Ibrahim bačen u vatru, ona mu nije uopće naškodila, po Božjoj zapovijedi.

### Žrtva
Ibrahim je jednom sanjao neobičan san – Bog mu je rekao u njemu da ode žrtvovati Ismaila. Ibrahim je to i htio učiniti, ali se Bog javio i rekao da je druga žrtva prihvaćena.
Ibrahim je ponovno izgradio Ćabu te je zato Meka znana kao „grad Ibrahimov“.

### Ibrahimovi svitci
Kuran potvrđuje postojanje svetog teksta znanog kao „Ibrahimovi svitci“. Oni navodno nisu preživjeli do danas.